# Козлівська сільська рада (Шаргородський район)
| Козлівська сільська рада — орган місцевого самоврядування у Шаргородському районі Вінницької області з адміністративним центром у с. Козлівка. Сільській раді підпорядковані населені пункти: - с. Козлівка - c. Мальовниче |

## Склад ради
Рада складається з 16 депутатів та голови.

## Керівний склад сільської ради
| ПІБ                    | Основні відомості                                                 | Дата обрання | Дата звільнення |
| ---------------------- | ----------------------------------------------------------------- | ------------ | --------------- |
| Блах Геннадій Петрович | Сільський голова, 1973 року народження, освіта, безпартійний      | 26.03.2006   | 31.10.2010      |
| Блах Геннадій Петрович | Сільський голова, 1973 року народження, освіта вища, безпартійний | 31.10.2010   |                 |

Примітка: таблиця складена за даними джерела